# Tótila
Tótila (em latim: T(h)ot(h)ila ou Totilla; em grego: Τωτίλας; romaniz.: Totílas; em gótico: *Tōtila), Tolila, Tutila (em grego: Τουτί(λ)λας; romaniz.: Toutí(l)las), Baduela, Baduila, Baduil ou Vadua (em gótico: *Badwila; m. 552) foi rei ostrogótico da Itália de 541 a 552. Assumiu o trono após o assassínio de seu tio Ildibaldo quando a coroa foi oferecida pelos ostrogodos, que estavam descontentes com Erarico. Assim que ascendeu, recomeçou a guerra contra o Império Bizantino e já no primeiro ano obteve importantes vitórias. No fim de 542, várias partes da Itália caíram sob seu controle. Em 543, Nápoles se rendeu e em 546 sitiou e saqueou Roma. Tótila continuou as campanhas nos anos seguintes, reconquistando a Sicília, Córsega e Sardenha, bem como boa parte da península. Em 552, porém, morreu decorrente de uma ferida mortal obtida na Batalha de Tagina contra o general Narses.

## Vida

### Origens
Tótila era sobrinho do rei ostrogótico Ildibaldo (r. 540–541) e sobrinho-neto do rei Têudis (r. 531–548). Procópio erroneamente alegou que Aligerno era seu irmão. Se sabe que um parente seu, de nome incerto, esteve ativo em Roma em 546. Aparece nas fontes desde 541, quando era bem jovem e estimado pelos ostrogodos e foi caracterizado como inteligente e enérgico. À época, estava em Tarvísio no comando dos ostrogodos estacionados ali e provavelmente tinha o título de conde dos godos (comes gothorum). Com o assassínio de Ildibaldo, ofereceu a rendição da cidade a Constanciano, mas no meio interim os ostrogodos lhe ofereceram a coroa, pois estavam descontentes com Erarico, e aceitou sob a condição de que o rei fosse morto antes do dia acordado à rendição. A coroação ocorreu no final do ano.

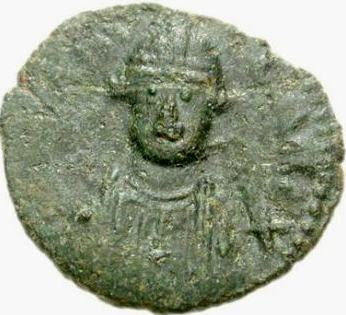
Decanumo de Tótila.

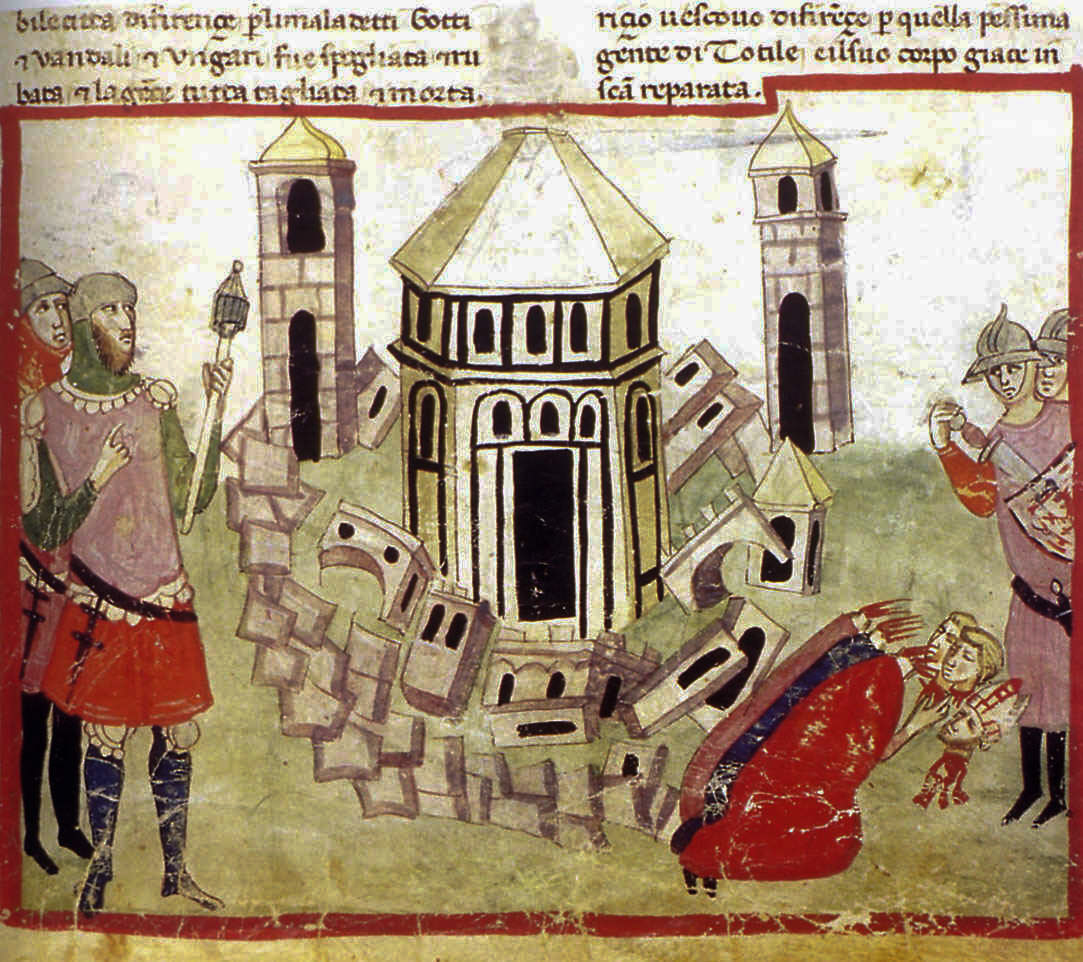
Iluminura da crônica de Giovanni Villani acerca da destruição de Florença por Tótila.

### Reinado
No início de 542, após os bizantinos falharem em tomar Verona, reuniu todas as forças disponíveis e com um exército de cerca de 50 mil soldados, avançou contra eles. Após cruzar o Pó, derrotou-os perto de Favência e Florença e os repeliu por ampla área. Os fortes de Cesena, Urbino, Monte Ferétris e Petra Pertusa caíram. Então cruzou a Etrúria, onde ao que parece não teve sucesso e foi ao sul do rio Tibre rumo a Campânia e Sâmnio. Lá, tomou Benevento e sitiou Nápoles. Dali, enviou parte do exército para capturar Cumas e outros fortes na Campânia com os tesouros guardados neles; também enviou pequenos bandos através da Lucânia e Brúcio e através da Apúlia e Calábria, que foram todas conquistadas. No fim de 542, estabeleceu seu controle através da Itália e já era capaz de coletar impostos e receitas.
Na primavera de 543, Nápoles se rendeu e Tótila obteve grande reputação pela consideração conspícua com a população faminta e o tratamento generoso da guarnição sob Conão. Antes disso já tinha conseguido bom nome pelo tratamento de prisioneiros e sobretudo de esposas de senadores que havia capturado na Campânia e então libertou-as. Ele destruiu boa parte das muralhas de Nápoles, aparentemente desejando resolver a questão com os bizantinos em campo aberto. Durante o ano de 543, escreveu cartas para senado em Roma num esforço de conseguir seu apoio, mas isso foi frustrado pelo oficial João e apenas causou a expulsão da cidade do clero ariano, suspeito de ajudá-lo. Então recomeçou suas operações militares, enviando um exército para sitiar Hidrunto, ele mesmo foi até a Campânia para obter butim e finalmente se moveu para as cercanias de Roma, onde sitiou Tibur.
Em 544, Belisário retornou à Itália e Tótila enviou espiões para descobrir o tamanho de suas forças. Na mesma época, capturou Tibur e cruelmente executou todos os habitantes. Em seguida, foi a Áuximo, onde acampou e sitiou a cidade. Tentou reocupar Pisauro, que foi subitamente ocupado por tropas de Belisário, mas não logrou sucesso e voltou a Áuximo. As tropas imperiais não conseguiram pará-lo e ele estendeu suas operações para Piceno, sitiando Firmo e Ásculo, quiçá no final do ano. Durante o verão de 545, Firmo e Ásculo se renderam e Tótila capturou Áuximo, saqueou Piceno e então atacou a Etrúria, onde Espolécio, Asísio e Clúsio caíram. Perúsia resistiu, mas o comandante Cipriano foi morto. No final do ano, Tótila sitiou Roma, um empreendimento que durou até 17 de dezembro de 546; no meio tempo, enviou exército a Emília para atacar Placência, a única cidade local sob jugo bizantino. Roma foi saqueada, e sob sua autorização, as muralhas foram destruídas e os edifícios incendiados. A destruição, de acordo com Procópio, só cessou quando o rei recebeu uma carta de protesto de Belisário. No mesmo tempo, Tótila enviou Pelágio e Teodoro como emissários a Constantinopla para oferecer a paz ao imperador Justiniano (r. 527–565), mas ele não aceitou.

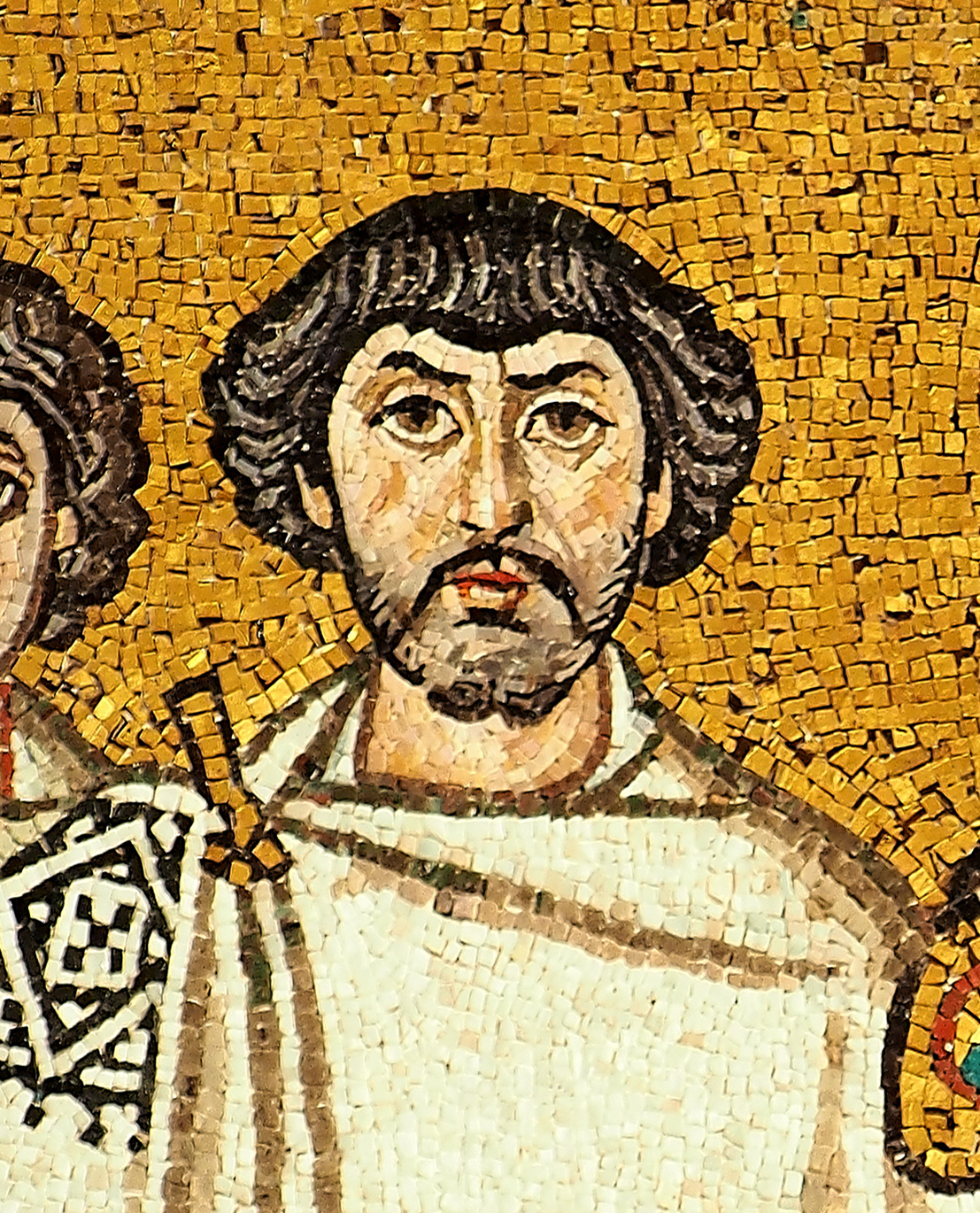
Belisário em detalhe dum mosaico da Basílica de São Vital.

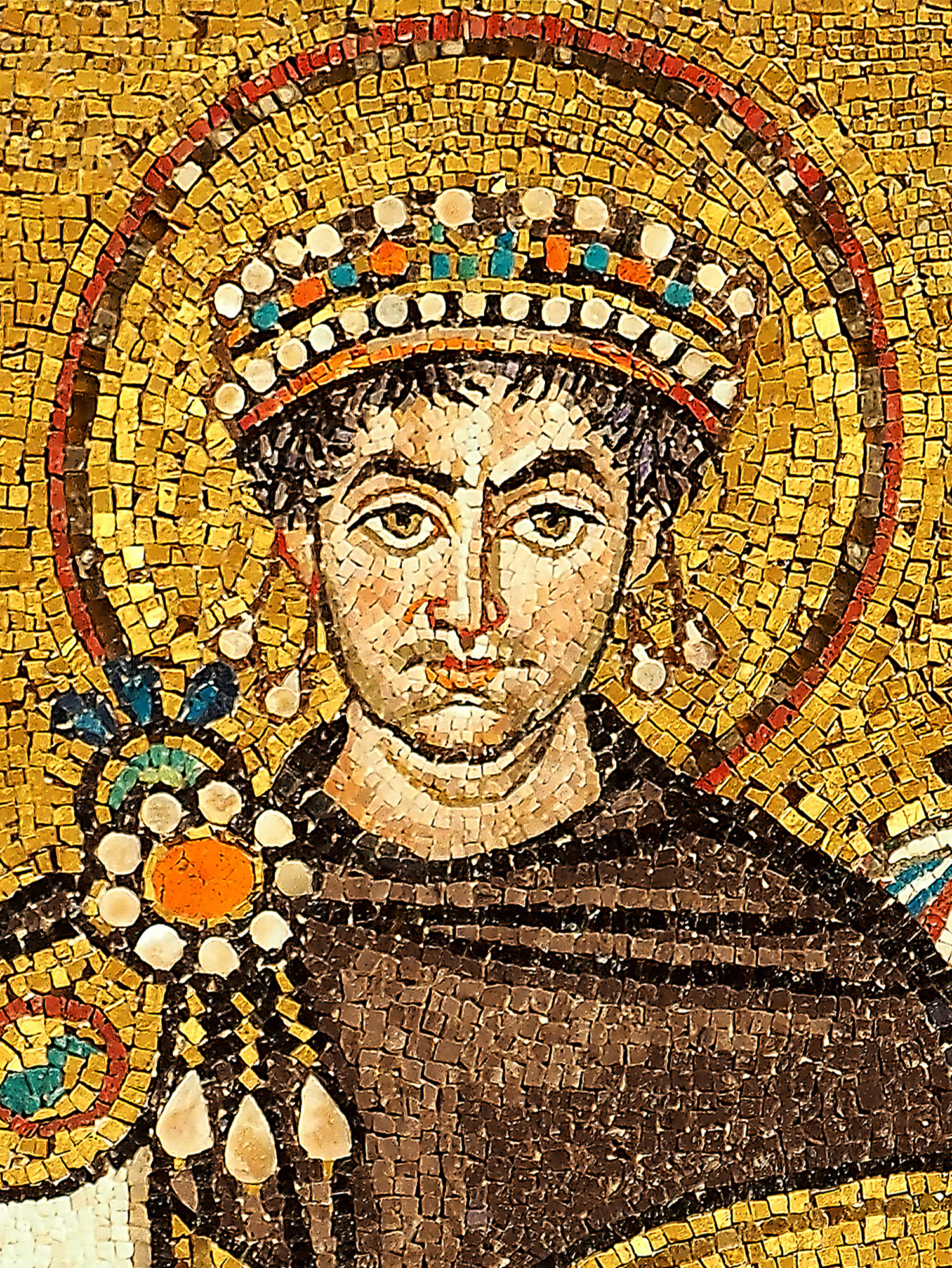
Justiniano em detalhe dum mosaico da Basílica de São Vital.

Deixando seu principal exército para vigiar Belisário perto de Roma, foi a Lucânia para enfrentar João. Roma foi deixada deserta, com o rei reassentando os senadores e suas mulheres e crianças na Campânia. Na Lucânia, sofreu um revés no qual perdeu muitos homens e se retirou ao campo de Monte Gargano. De lá, começou a marcha de volta a Ravena, instalando uma forte guarnição na fortaleza de Aquerôncia e enviando tropas para guardar os senadores da Campânia. No caminho, porém, soube que Belisário conseguiu reocupar Roma (primavera de 547) e marchou contra ele. Tótila falhou em recapturá-la e foi objeto de pesada reprovação dos ostrogodos. Essa perda teve tanta significância que mais tarde, talvez em 549, quando tentou desposar a filha de um rei dos francos, o controle imperial de Roma foi citado como motivo para a não realização do casamento. De todo modo, em meados de 547, foi a Tibur, onde reconstruiu a fortaleza e destruiu a maioria das pontes do Tibre para inibir ataques de Roma. No resto do ano, se juntou às tropas sitiando Perúsia antes de voltar à Lucânia, onde obteve vitórias sobre João e Vero. Na primavera ou verão de 548, sitiou e capturou Rusciane. No ano seguinte, enviou exército e frota sob Indulfo contra a Dalmácia. No verão, novamente sitiou Roma, cujo Porto logo caiu e ela foi tomada em 16 de janeiro em 550 mediante traição.
Na ocasião, planejou assentar ostrogodos e romanos nela e começou a importar suprimentos e reconstruir o que foi destruído. Chamou da Campânia alguns dos senadores e outros ilustres sob guarda e celebrou jogos em Roma. À época, tomou inúmeros navios grandes de suprimentos vindos do Império Bizantino e organizou a tomada da Sicília, mas antes enviou Estêvão a Justiniano tentando encerrar a guerra e fazer um tratado de aliança, ambos rejeitados. Tótila recomeçou a guerra, sitiando Centocelas, a única cidade na área ainda sob posse imperial, e então aliviou o cerco para ir à Sicília. Antes de cruzar à ilha, sitiou Régio e enviou exército para subjugar Tarento. Enquanto o cerco de Régio seguia, foi à Sicília, onde atacou Messana. Ao longo do ano, ocupou a Sicília e Régio foi pega, e mais para o fim de 550, retornou à Itália cheio de saque. No período, caso as acusações das fontes sejam válidas, subornou os esclavenos para atacarem o Império Bizantino, como fizeram em 551/552.
Em 551, Tótila enviou frota de 300 navios para pilhar a costa da Grécia, bem como enviou exército e frota a Piceno para sitiar Ancona, mas no verão sofreu pesada baixa ao ter sua frota destruída em Ancona por João e Valeriano. No meio tempo, enviou embaixadas de paz para Justiniano, que as recusou. No fim do ano, conseguiu capturar a Sardenha e a Córsega. Em 552, a expedição bizantina sob Narses avançou à Itália. Tótila enviou as melhores tropas sob Teia a Verona para averiguar o avanço. Quando o plano falhou, esperou em Roma por Teia para unir-se a ele e marchar contra Narses, fazendo campo perto da vila de Tagina nos Apeninos, no lugar chamado Tumba dos Galos. Na luta que se seguiu, foi severamente derrotado. Na luta, com cinco companheiros, e perseguido pelos bizantinos, Tótila foi fatalmente ferido e morreu. Procópio, dando versão diferente, alegou que foi ferido por uma flecha, foi retirado do combate e então morreu. Foi sepultado perto de Capras, cerca de 10 milhas do sítio da batalha. Os bizantinos, por sua vez, não convencidos que tinha morrido, o desenterraram para verificar o corpo e então o recolocaram no túmulo. Após sua morte, foi sucedido por Teia. Os seus atos foram formalmente abolidos por Justiniano na Sanção Pragmática de 13 de agosto de 554, na qual foi estilizado como tirano.